# Anton Zemann (Politiker)
Anton Zemann (* 27. März 1892 in St. Oswald bei Freistadt; † 31. März 1954 in Freistadt) war ein österreichischer Steinmetzmeister und Bürgermeister von Freistadt.

## Leben
Anton Zemann erwarb durch die Matura an einer Höheren Technischen Lehranstalt den Berufstitel Ing., wurde Steinmetzmeister und gründete in Freistadt in der Zwischenkriegszeit die Granitwerke.
Zemann war Korpschef vom Bürgerkorps Freistadt und Präsident des 1929 gegründeten Reichsverbandes Österreichischer Bürger- und Schützenkorps.
Zemann war mit der Tochter Karoline des Malers Karl Buchta verheiratet.

## Politik
Anton Zemann war von 1926 bis 1938 und von 1945 bis 1949 Bürgermeister der Stadt Freistadt. In seine Amtszeit fielen der Ausbau der Straßen in der Stadt und in den Vorstädten, Kanalisierungsarbeiten, die Errichtung von Arbeiterwohnhäusern und die Regulierung der Feldaist. Weiterhin veranlasste er den Ausbau des ehemaligen Studentenheimes zu einem öffentlichen Krankenhaus, die Einrichtung eines öffentlichen Warmbades im Rathausstöckl und den Ausbau einer Sommerbade- und Schwimmanlage. In seiner Amtszeit wurde ein Stadtbebauungsplan erstellt inklusive Großentwässerung und Großkanalisierung des Stierangergeländes. Das Schulwesen der Stadt wurde mit einer Hauptschule (1948) und Berufsschule ausgebaut.